# Beagle Bay
Beagle Bay – miasto w Australii, w stanie Australia Zachodnia.